# تشارلز جيمس
تشارلز جيمس (بالإنجليزية: Charles James)‏ (1 يناير 1882 في المملكة المتحدة - 1 يناير 1960) هو لاعب كرة قدم بريطاني (وحمل سابقاً جنسية المملكة المتحدة لبريطانيا العظمى وأيرلندا) في مركز الدفاع. لعب مع ستوك سيتي.